# Vautebis
Vautebis település Franciaországban, Deux-Sèvres megyében. Lakosainak száma 127 fő (2022. január 1.). Vautebis Reffannes, Vausseroux és Les Châteliers községekkel határos.

## Népesség
A település népessége az elmúlt években az alábbi módon változott:
| Lakosok száma | 124  | 118  | 116  | 114  | 113  | 113  | 118  | 122  | 127  |
|               | 2013 | 2015 | 2016 | 2017 | 2018 | 2019 | 2020 | 2021 | 2022 |